# 富山赤十字病院
富山赤十字病院（とやませきじゅうじびょういん）は、富山県富山市にある医療機関である。日本赤十字社富山県支部が設置する病院である。富山県東部の中核的な医療機関の1つであり、地域医療の中心的役割を果たしている。

## 沿革
出典は個別にあるものを除き、『富山赤十字病院 創立100年記念誌』（2007年11月11日、富山赤十字病院発行）に記載のものを使用する。
富山市立病院
- 1876年（明治9年）10月 - 石川県立病院富山分院が現在の富山市千石町に設立される。
- 1877年（明治10年）2月 - 石川県立富山病院と改称し、富山市総曲輪に移転。同時期に富山医学所が併設されるが、医学所1881年（明治14年）に金沢医学校（現・金沢大学医学部に統合された。）
- 1883年（明治16年）7月1日 - 富山県置県に伴い、富山県立病院に改称。
- 1888年（明治21年）4月 - 市町村制度の制定に伴い、上新川郡立病院と改称。
- 1889年（明治22年）4月 - 新婦病院に改称。
- 1891年（明治24年）4月 - 富山市立病院と改称。
- 1895年（明治28年）2月17日 - 富山市立病院内に全国5番目となる日本赤十字社支部看護婦養成所を設置。
- 1899年（明治32年）5月12日 - 富山市内の大火によって市立病院全焼。
- 1901年（明治34年）6月6日 - 富山市立病院が旧病院跡地に再建される。

日本赤十字社富山支部
- 1889年（明治22年）4月20日 - 日本赤十字社富山県委員部を富山県庁内兵事課に設置。
- 1894年（明治27年）12月8日 - 日本赤十字社富山県委員部を日本赤十字社富山支部に改称。

日本赤十字社富山県支部
- 1952年（昭和27年）- 日本赤十字社富山支部を日本赤十字社富山県支部に改称。

富山赤十字病院
- 1907年（明治40年）
  - 3月2日 - 日本赤十字社富山支部病院の設置認可が下りる。
  - 5月1日 - 富山市総曲輪の富山市立病院を買収し、日本赤十字社富山支部病院として開設（全国で6番目）。
- 1909年（明治42年）10月17日 - 富山市東田地方町の遊園地跡（1900年開催の関西聯合府県共進会会場の予定地であったが、会場が変更されたためしばらく遊園地となっていた）に2階建の病院を新築移転。
- 1937年（昭和12年）12月15日 - 富山陸軍病院赤十字病院と改称。
- 1939年（昭和14年）12月15日 - 陸軍病院指定解除に伴い、当初の名称に戻る。
- 1943年（昭和18年）1月 - 現名称に改称。
- 1945年（昭和20年）
  - 8月1日から8月2日未明 - 富山大空襲により病院全焼。入院患者4人、職員1人、動員生徒6人が死亡、職員2人が火傷を負った。
  - 8月6日 - 富山市新庄町託児所に仮設の診療所を設置し、8月10日より診療開始。
  - 9月27日には富山市下奥井の立山重工業（株）青年学校を借り受けて、内科、小児科の一部を除き移転。
- 1946年（昭和21年）
  - 7月1日 - 看護婦生徒養成所が下奥井に移転し、授業再開。
  - 12月28日 - 元の場所にてバラック建て本館・病棟が竣工し、1947年（昭和22年）1月20日に移転、47床体制で診療再開。看護婦生徒養成所も同地に移転。
- 1955年（昭和30年）10月28日 - 地上3階、地下1階建の鉄筋コンクリート建築の病棟が竣工。
- 1958年（昭和33年）11月21日 - 地上3階建の鉄筋コンクリート建築の第二病棟竣工。
- 1965年（昭和40年）4月30日 - 一部5階建ての鉄筋コンクリート建築の病棟竣工。1968年（昭和43年）2月29日に増築。
- 1996年（平成8年）
  - 7月10日 - 新病院・看護専門学校が牛島浄化センター跡地の現在地に新築移転。
  - 8月20日 - 現在地にて診療開始。
- 2010年（平成22年）8月26日 - 地域医療支援病院の承認を受ける[2]。
- 2011年（平成23年）7月1日 - 災害拠点病院（地域災害医療センター）の指定を受ける[3]。

## 診療科目
- 内科
- 高令心療科
- 小児科
- 外科
- 整形外科
- 脳神経外科
- 心臓血管外科
- 皮膚科
- 泌尿器科
- 産婦人科
- 眼科
- 耳鼻咽喉科
- リハビリテーション科
- 放射線科
- 麻酔科
- 歯科口腔外科

診療協働部門
- 看護部、看護専門外来
- 薬剤部
- 病理部・検査部
- 放射線科部技術部門
- 血液浄化治療センター
- リウマチセンター
- 健診センター
- 化学療法センター

## 医療機関の指定等
- 救急告示病院
- 第二次救急指定病院
- 臨床研修指定病院
- DPC対象病院
- 富山県がん診療地域連携拠点病院
- 地域医療支援病院
- 災害拠点病院（地域災害医療センター）
- 災害対策基本法指定機関
- 自家培養軟骨使用認定施設

## 交通アクセス
- 富山駅北口より徒歩約15分程度。
- 富山駅北口1番乗り場（富山ライトレール乗り場隣接）より富山地方鉄道バスで富山赤十字病院下車すぐ。
- 富山空港よりタクシーで約20分程度。